# Elophos amphibolaria
Elophos amphibolaria är en fjärilsart som beskrevs av Eugen Wehrli 1922. Elophos amphibolaria ingår i släktet Elophos och familjen mätare. Inga underarter finns listade i Catalogue of Life.